# IMAX

Biểu trưng của IMAX sử dụng từ năm 1970.

So sánh giữa vùng chiếu phim 35 mm và 15/70.

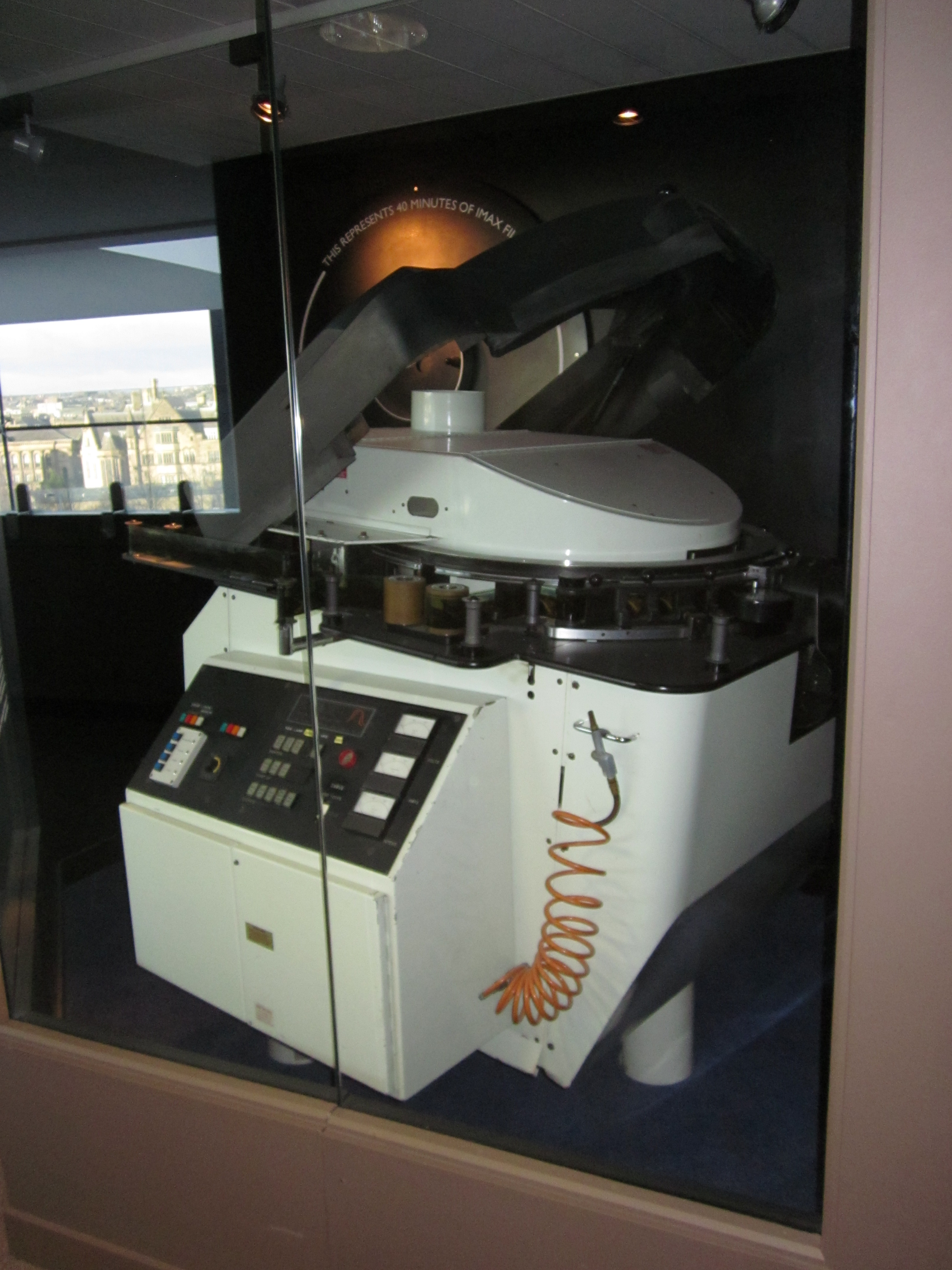
Máy chiếu IMAX với cuộn phim được chạy theo chiều ngang.

IMAX là định dạng phim điện ảnh 70 mm và quy chuẩn rạp chiếu phim được phát triển tại Canada vào cuối những năm 1960 đầu những năm 1970 bởi Graeme Ferguson, Roman Kroitor, Robert Kerr và William C. Shaw. IMAX có khả năng thu và hiển thị hình ảnh với độ phân giải và kích thước lớn hơn so với các hệ thống phim thông thường. Khác với các máy chiếu tiêu chuẩn, các tấm phim IMAX được chạy theo chiều ngang nên độ rộng của hình ảnh sẽ lớn hơn độ rộng của phim. Kể từ năm 2002, một số phim điện ảnh đã được chuyển đổi sang định dạng IMAX nhằm mục đích công chiếu tại các rạp chiếu IMAX và nhiều phim cũng đã được quay một phần bằng máy quay IMAX. IMAX là hệ thống được sử dụng rộng rãi nhất cho các sự kiện trình chiếu điện ảnh cần địa điểm lớn. Tính tới tháng 6 năm 2016, đã có tổng cộng 1.102 rạp chiếu phim IMAX tại 69 quốc gia.

## Lịch sử
Mong muốn nâng cao ảnh hưởng thị giác của phim điện ảnh đã đi qua một chặng đường lịch sử nhiều biến động. Năm 1929, hãng Fox giới thiệu tới công chúng Fox Grandeur, công nghệ phim 70 mm, nhưng công nghệ này nhanh chóng bị đào thải. Vào thập niên 1950, tiềm năng của phim 35 mm cung cấp hình ảnh chiếu rộng hơn đã được tìm ra trong quá trình phát triển công nghệ CinemaScope (1953), VistaVision (1954) và Cinerama (1952). Trong quá trình hoàn thiện, Cinerama gây nhiều cản trở trong việc cài đặt. Trong sự kiện Expo 67 tại Montreal, bộ phim In the Labyrinth của Cục Điện ảnh Quốc gia Canada và Man and the Polar Regions của Ferguson đều sử dụng các hệ thống đa máy chiếu, đa màn hình. Mỗi loại này lại để lộ nhiều vấn đề công nghệ riêng khiến họ phải thành lập một công ty có tên "Multiscreen" với mục tiêu phát triển các cách tiếp cận đơn giản hơn. Hệ thống máy chiếu đơn/máy quay đơn được thiết kế và lắp đặt dựa trên công nghệ dịch chuyển phim "Rolling Loop" mua lại của Peter Ronald Wright Jones, một thợ máy đến từ Brisbane, Úc (xem Bằng sáng chế Hoa Kỳ số 3.494.524). Khi chắc chắn rằng hình ảnh đơn với màn chiếu lớn có tầm ảnh hưởng hơn nhiều hình ảnh nhỏ gộp lại và tạo định hướng phát triển rõ ràng hơn, Multiscreen đã đổi tên thành IMAX. Rạp chiếu IMAX 3D cũng đi vào hoạt động gần nơi tổ chức sự kiện Expo 67 cũ, đó là Trung tâm Khoa học Montreal tại Old Port of Montreal.
Tiger Child là phim ngắn IMAX đầu tiên được trình chiếu tại sự kiện Expo '70 ở Osaka, Nhật Bản. Hệ thống chiếu IMAX đầu tiên được lắp đặt tại rạp Cinesphere ở Ontario Place, Toronto, bắt đầu mở cửa từ tháng 5 năm 1971 với bộ phim North of Superior.

## Phim

### Phim điện ảnh
Một vài tính năng đã giúp cho máy quay IMAX thực hiện được một số cảnh phim nhất định, tuy nhiên chưa có một phim điện ảnh nào được quay hoàn toàn bằng máy quay này do nhiều khó khăn nhất định – máy quay IMAX có kích thước lớn hơn và nặng hơn rất nhiều so với máy quay thường, đồng thời tiếng ồn do máy phát ra cũng gây cản trở cho việc ghi âm các đoạn hội thoại. Giá của phim cũng đắt hơn so với định dạng phim 35 mm tiêu chuẩn.
Phim điện ảnh Kỵ sĩ bóng đêm của Christopher Nolan có chứa sáu phân cảnh (tổng cộng 28 phút) quay bằng máy quay IMAX. Theo thông cáo báo chí của phim, đây là "lần đầu tiên một phim điện ảnh lớn được quay một phần bằng máy quay IMAX". Thậm chí từ trước Kỵ sĩ bóng đêm, Nolan đã muốn quay một bộ phim dưới định dạng IMAX, và anh cũng sử dụng chúng cho một vài cảnh quay câm mà anh cho là thú vị. Nolan cũng nói về khả năng quay toàn bộ một phim điện ảnh bằng máy quay IMAX: "nếu bạn có thể mang được một cái máy IMAX lên núi Everest hay đem ra ngoài không gian, bạn có thể sử dụng những cảnh quay đó trong một phim điện ảnh." Anh chọn cách biên tập những phân cảnh IMAX bằng máy OCN thông thường để giảm thiểu tối đa các tổn thất phát sinh. Khi Kỵ sĩ bóng đêm được ra mắt tại 94 phòng chiếu IMAX vào năm 2008, mọi suất chiếu đều cháy vé trong dịp cuối tuần đầu tiên ra mắt.
Một năm sau, đạo diễn Michael Bay do ảnh hưởng bởi việc sử dụng máy quay IMAX trong Kỵ sĩ bóng đêm đã tiến hành thực hiện một số cảnh quay rộng trong Transformers: Bại binh phục hận. Nhà đồng biên kịch Roberto Orci đã gợi ý rằng các cảnh IMAX có thể đổi sang 3D, nhưng Bay sau đó đã tự nhận bản thân là một nhà làm phim khá "cổ hủ" khi cho rằng phim 3D quá phô trương và quay bằng máy quay IMAX sẽ dễ dàng hơn so với việc sử dụng máy quay lập thể. Phiên bản IMAX của phim, cuối cùng lại chỉ chứa chưa tới 10 phút cảnh quay IMAX trên tổng thời lượng hai tiếng rưỡi. Bay sau đó đã thực hiện Transformers 3 một phần bằng máy quay 3D và không sử dụng máy IMAX, rồi sau đó trở lại sử dụng máy quay IMAX cho phần bốn, Transformers 4: Kỷ nguyên hủy diệt, vào năm 2014. Kỷ nguyên hủy diệt cũng là phim điện ảnh đầu tiên sử dụng máy quay IMAX 3D kỹ thuật số.
Năm 2011, phim điện ảnh Nhiệm vụ bất khả thi: Chiến dịch bóng ma của Brad Bird có tổng cộng 25 phút cảnh quay sử dụng máy quay IMAX. Brad Bird tin rằng việc sử dụng định dạng IMAX sẽ cuốn hút người xem hơn định dạng 3D kỹ thuật số do chất lượng hình ảnh cao và sáng hơn, đồng thời màn chiếu cũng lớn hơn và không cần phải sử dụng tới kính 3D phân cực. Chiến dịch bóng ma ra mắt vào ngày 16 tháng 12 năm 2011 tại gần 500 rạp chiếu IMAX trên toàn thế giới, một tuần trước khi được công chiếu rộng rãi với các định dạng khác. Các suất chiếu IMAX này đã giúp phim xếp thứ ba về doanh thu phòng vé và thu về hơn 12 triệu USD.
Cũng giống như Kỵ sĩ bóng đêm, Christopher Nolan quyết định thực hiện phần phim tiếp theo, Kỵ sĩ bóng đêm trỗi dậy, bằng máy quay 15/70 mm IMAX. Nolan quyết định không sử dụng máy quay 3D nhằm tập trung cải thiện chất lượng hình ảnh và khung hình với định dạng IMAX. Kỵ sĩ bóng đêm trỗi dậy bao gồm 72 phút thời lượng quay bằng máy IMAX (so với Kỵ sĩ bóng đêm chỉ chứa 28 phút). Tuy nhiên do những tiếng ồn mà máy quay IMAX tạo ra, anh phải sử dụng các máy 35mm và 70mm để quay các đoạn đối thoại, và các đoạn đối thoại này sẽ được ghi đè lên khi quay bằng máy IMAX. Chủ tịch của IMAX Corporation là Greg Foster đã tiết lộ IMAX có ý định công chiếu Kỵ sĩ bóng đêm trỗi dậy tại các rạp chiếu trong vòng hai tháng, tuy nhiên hợp đồng công chiếu tại một số rạp lại chỉ kéo dài hai tuần.
Star Trek: Chìm trong bóng tối của J. J. Abrams, The Hunger Games: Bắt lửa của Francis Lawrence, Lucy của Luc Besson và Hố đen tử thần của Christopher Nolan là một vài phim điện ảnh nổi bật tiếp đó có sử dụng máy quay IMAX để thực hiện. Ngày 9 tháng 7 năm 2014, hãng sản xuất Bad Robot Productions của J. J. Abrams xác nhận qua một bức hình đăng tải trên Twitter rằng một phân cảnh trong phim Star Wars: Thần lực thức tỉnh của hai hãng Disney và Lucasfilm sẽ được quay bằng máy quay IMAX 15/70 mm, cùng với máy quay phim 35 mm thông thường mà Abrams và nhà quay phim Dan Mindel sử dụng cho phim.
Tháng 4 năm 2015, anh em nhà Russo xác nhận Captain America: Nội chiến siêu anh hùng sẽ là phim điện ảnh đầu tiên sử dụng máy quay IMAX/Arri 2D kỹ thuật số mới để thực hiện gần 15 phút cảnh quay trong phim. Tháng 5 năm 2015, bộ đôi đạo diễn cũng tiết lộ hai phim điện ảnh Avengers: Cuộc chiến vô cực và phần phim Avengers tiếp sau đó, phát hành vào năm 2018 và 2019, sẽ là hai phim điện ảnh đầu tiên được quay toàn bộ dưới định dạng IMAX, sử dụng máy quay IMAX/Arri 2D kỹ thuật số thay vì máy 15/70 mm.
Video âm nhạc "Hello" của nữ ca sĩ Adele được phát hành vào năm 2015, trở thành video ca nhạc đầu tiên được quay một phần bằng máy quay IMAX. Video âm nhạc "Sledgehammer" của Rihanna, ra mắt năm 2016, cũng trở thành video âm nhạc thứ hai có sử dụng máy quay IMAX/Arri 2D kỹ thuật số.

## Trong không gian

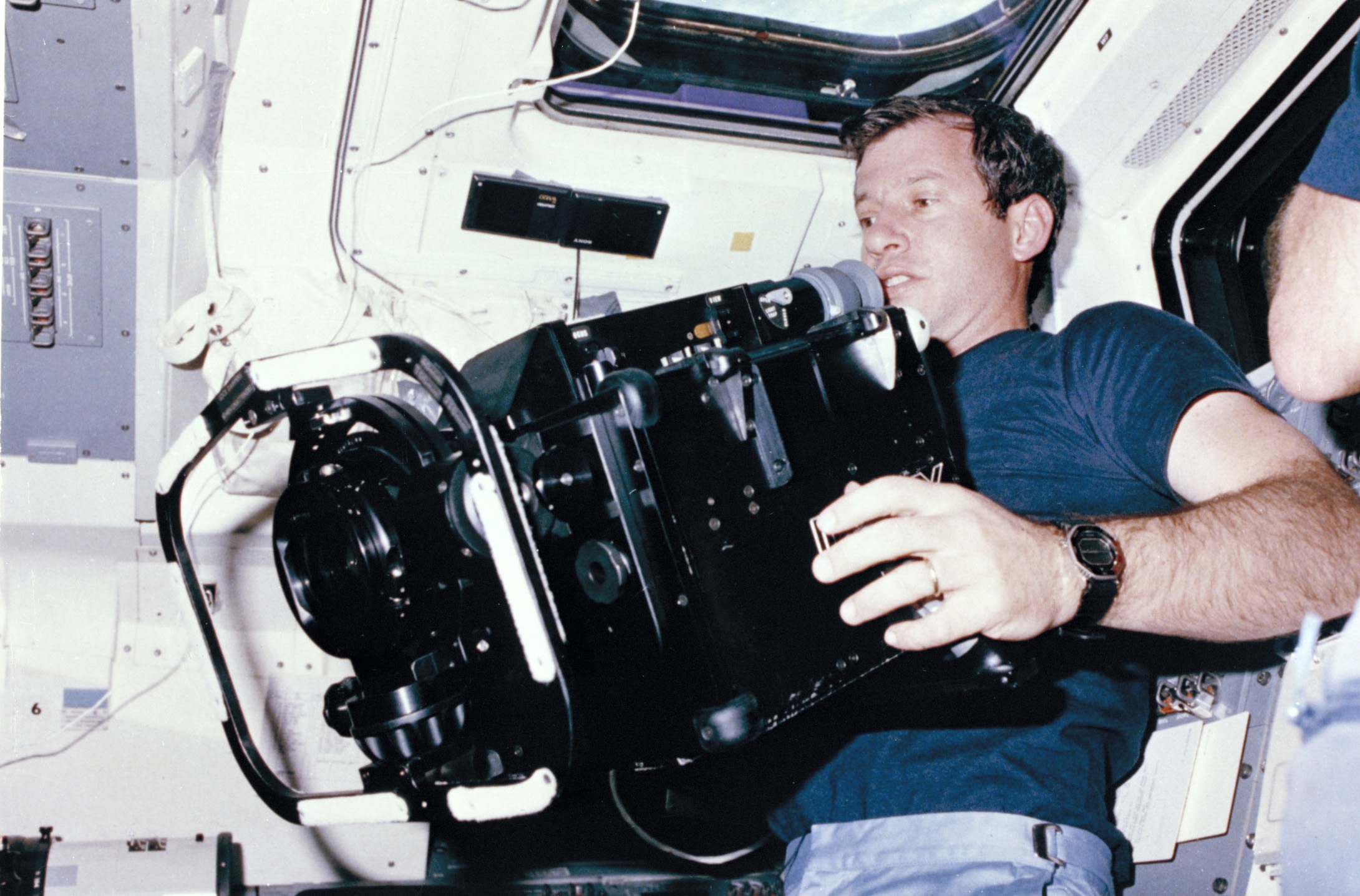
Phi hành gia Terry J. Hart đang sử dụng máy quay IMAX nặng 70 pound trên tàu con thoi Challenger vào năm 1984.

Các máy quay IMAX đã được đem vào không gian trong 17 sự kiện, các phi hành gia của NASA đã sử dụng máy quay IMAX cầm tay để thu thập các phim tư liệu. Một máy quay IMAX cũng đã được đặt trong khoang chất tải của một chiếc tàu con thoi. Nhiệm vụ tàu con thoi số STS-41-C đã quay lại sự phá hủy của LDEF (thiết bị phơi sáng trong thời gian dài) và quá trình sửa chữa của vệ tinh Solar Max. Các cảnh quay này đều được sử dụng trong bộ phim IMAX The Dream is Alive năm 1985. Trung tâm Vũ trụ Kennedy ở Florida có chứa hai phòng chiếu IMAX 3D để chiếu các phim chủ đề vũ trụ. Hai máy quay IMAX mà NASA sử dụng đều được trưng bày tại Bảo tàng Hàng không và Không gian tại Washington, D.C.

## Đặc điểm kỹ thuật
IMAX (15/70)
- ống kính cầu
- phim 70 mm
- các tấm phim di chuyển theo chiều ngang, từ phải sang trái
- 24 khung mỗi giây
- khẩu độ máy: 70,41 mm × 52,63 mm (2,772 in × 2,072 in)
- khẩu độ chiếu: ít nhất 2 mm (0,079 in) ít hơn khẩu độ máy quay theo trục thẳng đứng và ít nhất 0,41 mm (0,016 in) ít hơn theo trục nằm ngang
- tỉ lệ khung hình: 1,43:1
- tỷ lệ khung hình DMR: 1,89:1; 2,39:1

IMAX Dome/OMNIMAX
Giống như IMAX trừ:
- ống kính cầu
- quang tâm của ống kính nằm ở 9,4 mm (0,37 in) phía trên đường trục ngang của phim
- chiếu hình ảnh bán cầu trên màn hình chiếu hình mái vòm, kéo dài từ góc 20° bên dưới tới góc 110° phía trên người xem